# Zaczarowane koło (dramat)

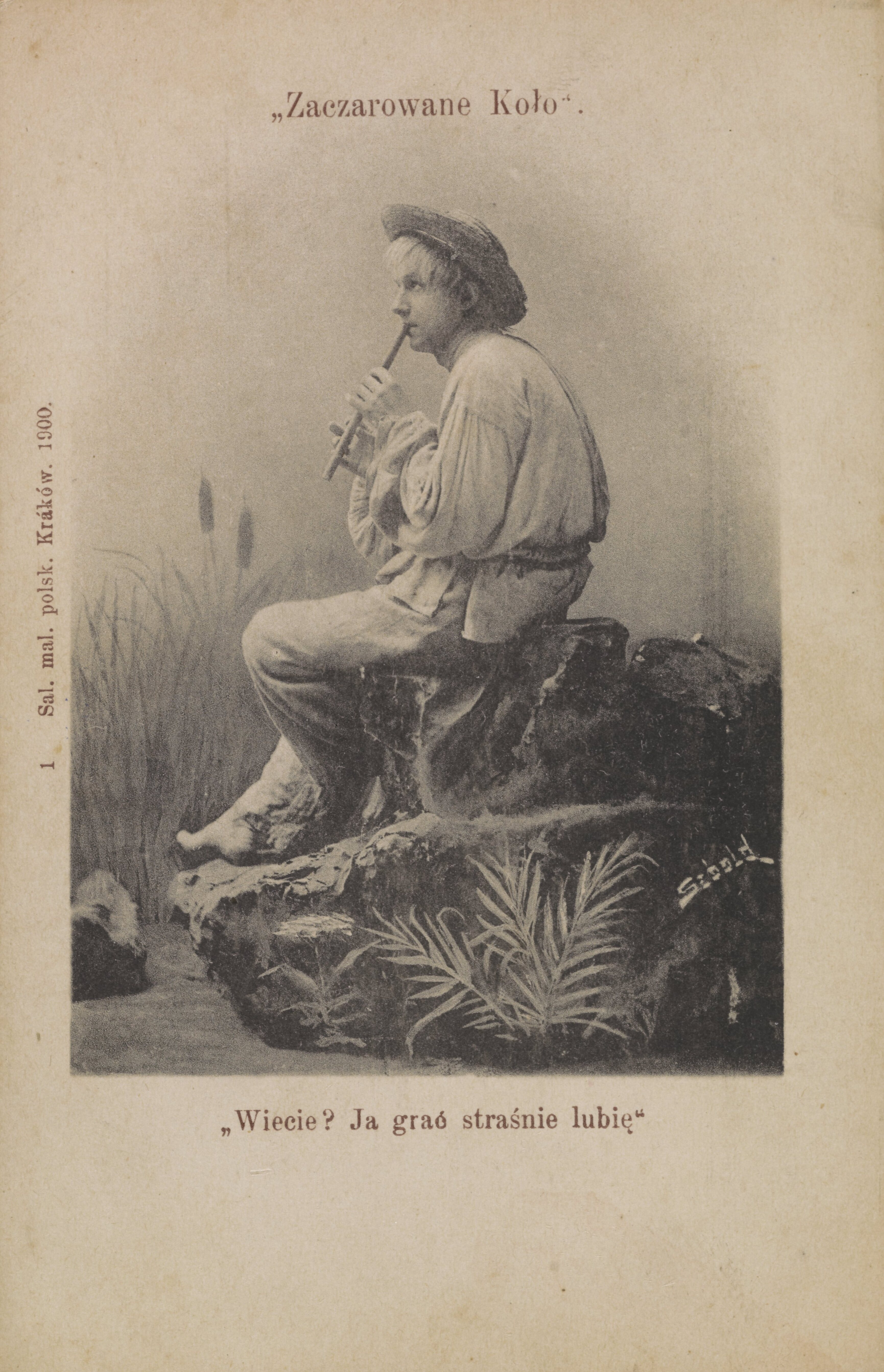
Głupi Maciuś - bohater Zaczarowanego koła (fot. ok. 1900)

Zaczarowane koło : baśń dramatyczna w pięciu aktach wierszem – dramat Lucjana Rydla. Prapremiera odbyła się Krakowie w 1899.

## Treść
Akcja rozgrywa się w czasach saskich. Diabeł Boruta został przepędzony z Łęczycy i zawarł umowę z niemieckim diabłem - Kusym. Boruta, wykorzystując swoją znajomość polskich charakterów, załatwi Kusemu obfity połów "chamskich" dusz w zamian za pomoc w polowaniu. Połów dusz Boruta rozpoczyna od wizyty w zamku Wojewody, którego namawia na następujący układ: Boruta unieszkodliwi brata Wojewody (z którym ten rywalizuje o buławę hetmańską) w zamian za duszę, do której diabeł zyska prawo, gdy Wojewoda skaże na śmierć niewinnego człowieka. Następnie oba diabły doprowadzają do sytuacji, w której parobek Jasiek morduje swego chlebodawcę siekierą, którą następnie porzuca. Wojewoda zastaje niewinną osobę - miejscowego drwala - z siekierą nad zwłokami i przekonany o jego winie skazuje go na szubienicę. Gdy dowiaduje się o swojej pomyłce, jest już za późno. Diabły okazują się jednak bezsilne, kiedy próbują skusić wiejskiego pastuszka, głupiego Maciusia.